# Солотвина (доплив Бухти)
Солотвина — потік в Україні у Львівському районі Львівської області. Лівий доплив річки Бухти (басейн Вісли).

## Опис
Довжина потоку приблизно 3,71 км, найкоротша відстань між витоком і гирлом — 3,46  км, коефіцієнт звивистості річки — 1,07 . Формується декількома струмками.

## Розташування
Бере початок на східній стороні від села Радохинці. Тече переважно на північний схід листяним лісом через село Іорданівку і у селі Боляновичі впадає у річку Бухту, праву притоку річки Вігору.